# 贾马尔·富兰克林
贾马尔·埃里克·富兰克林（1991年7月21日—）為美国男子篮球运动员，他曾是山西联盟的年度最佳球员。他後來參與2013年NBA选秀，並在首轮第41顺位被孟菲斯灰熊选中。

## 職業生涯
2014年10月9日，中国男子篮球职业联赛浙江广厦簽下富兰克林頂替受傷的乔纳森·吉布森。2015年1月9日，富兰克林與浙江广厦的合約到期，浙江广厦簽下凯文·墨菲頂替富兰克林。12月23日，山西汾酒簽下富兰克林頂替杨希·盖茨。2016年5月18日，山西汾酒與富兰克林完成續約，合約為140萬美元。
2017年8月18日，四川金强宣布與富兰克林完成簽約，合約為2年400萬美元。2019年8月29日，富兰克林與山西汾酒簽約。12月28日，山西汾酒註冊卡梅伦·佩恩頂替肩膀受傷的富兰克林。2020年1月1日，山西汾酒註冊富兰克林頂替卡梅伦·佩恩。10月26日，山西汾酒宣布完成註冊富兰克林。
2021年休賽季，由於富兰克林不與山西汾酒續約，山西汾酒將其優先續約權轉讓至上海久事。10月17日，上海久事完成註冊富兰克林。2022年8月4日，富兰克林與上海久事完成續約。11月2日，上海久事宣布富兰克林離隊。2025年3月4日，广州龙狮與富兰克林完成簽約。3月8日，广州龙狮完成註冊富兰克林。

## 外部連結
- 贾马尔·富兰克林在fiba.basketball（英语）
- 贾马尔·富兰克林在NBA官網（英语）
- 贾马尔·富兰克林在NBA G聯盟官網（英语）
- 贾马尔·富兰克林在中国男子篮球职业联赛官網
- 贾马尔·富兰克林在Basketball-Reference.com（NBA）（英语）
- 贾马尔·富兰克林在Basketball-Reference.com（NBA G聯盟）（英语）
- 贾马尔·富兰克林在Basketball-Reference.com（國際）（英语）
- 贾马尔·富兰克林在Sports-Reference.com（NCAA）（英语）
- 贾马尔·富兰克林在ESPN（NBA）（英语）
- 贾马尔·富兰克林在Eurobasket.com（球員）（英语）
- 贾马尔·富兰克林在Proballers（英语）
- 贾马尔·富兰克林在RealGM（英语）
- 贾马尔·富兰克林在中国篮球数据库
- 贾马尔·富兰克林在中国篮球数据库